# Lawrence County (Alabama)
Lawrence County is een county in de Amerikaanse staat Alabama.
De county heeft een landoppervlakte van 1.796 km² en telt 34.803 inwoners (volkstelling 2000). De hoofdplaats is Moulton.

## Bevolkingsontwikkeling

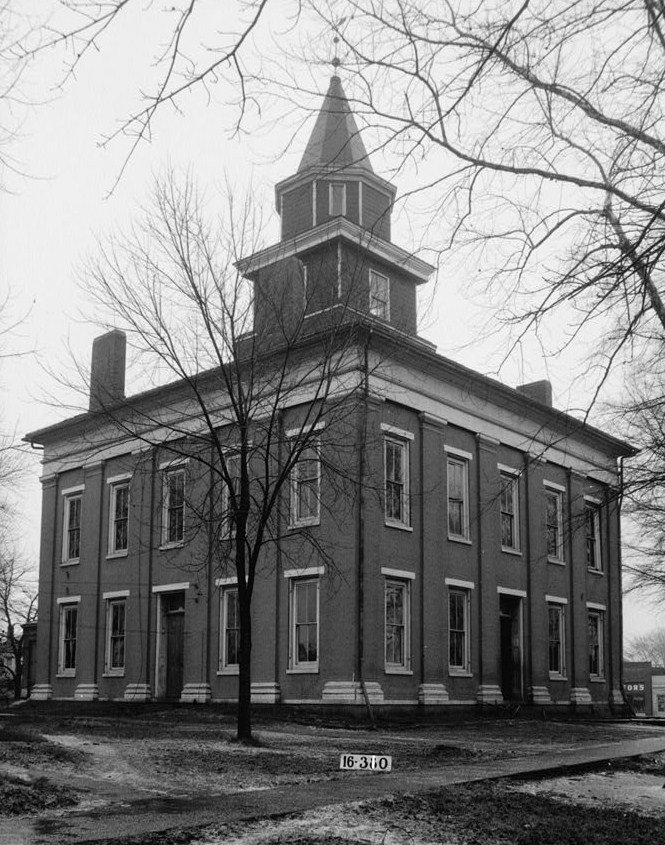
Lawrence County Courthouse